# Eric Cartman

Eric Cartman

Eric Theodore Cartman, interpretat în engleză de către Trey Parker, este un personaj fictiv din serialul de desene animate South Park. Este unul dintre cele patru personaje principale, toți copii în vârstă de opt ani.
Cartman este prost crescut, egoist, aproape narcisist, temperamental, manipulator, neloial, laș, rasist, agresiv și sfidează pe toată lumea, chiar și pe cei care îl consideră prieten. Ceilalți copii îi răspund adesea cu aceeași monedă, tachinându-l pentru că este cel mai gras copil din școală. Cartman se leagă cel mai des de Kyle, singurul băiat evreu din oraș, iar glumele sale antisemite îl provoacă pe cel din urmă să sară la bătaie.
S-ar putea ca familia lui să fie vinovată pentru comportamentul său: mama sa este o regină porno hermafrodită (dar și o mamă foarte dulce în același timp), tatăl său este considerat până în sezonul 14 a fi mama sa, și toți ceilalți din familia Cartman par să aibă același tip de umor. În sezonul 14 Cartman află că de fapt tatăl său este și tatăl lui Scott Tenorman, un băiat pistruiat mai în vârstă. Cartman îi ucise părinții lui Scott Tenorman gătindu-i sub formă de chilly în sezonul 5. Chilly-ul a fost servit apoi chiar lui Scott Tenorman.
Cartman este de obicei cel ce provoacă probleme, nu numai între el și prietenii lui, dar și dezastre. În episodul "Two Days Before The Day After Tommorow", el, folosind o barcă cu motor furată, lovește din plin un baraj de castori, astfel provocând inundarea unui întreg oraș.

## Aspect fizic
Cartman poartă de obicei o haină roșie, pantaloni maro, mânuși galbene și o căciulă de culoare turcoaz cu un ciucure de culoare galbenă. El are părul castaniu și cum este supraponderal, corpul său este mai lat și capul său mai mare decât al celorlalți copii din show.